# تروده گیملا
تروده گیملا (انگلیسی: Trude Gimle؛ زادهٔ ۲ دسامبر ۱۹۷۴) ورزشکار اسکی آلپاین اهل نروژ است.